# Дана Драгомир
Дана Драгомир е шведска музикантка (свири на пан флейта) и композиторка от румънски произход. Известна е също и под името Пандана (комбинация между гръцкия бог Пан и нейното име).
Дана Драгомир е най-известна с инструменталната си интерпретация на песента „Mio My Mio“, написана от Бени Андершон и Бьорн Улвеус от ABBA. Тя е първата професионално свиреща на панфлейта жена в света.  Музиката ѝ е смесица от поп, световна и ню-ейдж музика. Постига успех в класацията в Швеция с няколко от албумите си, като е цитирана като „най-продавания инструментален изпълнител в Скандинавия“. Освен това Драгомир е първият инструментален изпълнител, който някога е оглавявал класацията на шведското радио, Svensktoppen.

## Биография
Родена е на 22 юли 1964 г. в Букурещ, Румъния. Получава дванадесетгодишно образование в престижната музикална гимназия „Дину Липати и Джордж Енеску“ в Букурещ. В Румъния става утвърдена звезда още на шестнадесет години.
През 1985 г., на 21 години, Дана Драгомир напуска Румъния с 3-годишен договор в Лас Вегас, а нейният мениджър има големи планове за бъдещето ѝ в САЩ. Това са последните години от ерата на Чаушеску и Секуритате ѝ позволява да напусне страната само при условие, че ще шпионира за тях. Но Драгомир няма намерение да се връща в Румъния. Именно това нейно дезертьорство носи ужасни последствия за родителите ѝ, които остават без работа. В крайна сметка Драгомир се връща в Румъния за първи път през 1990 г., след падането на Чаушеску. 
Междувременно тя се разочарова от бавно развиващия се проект в САЩ и напуска както мениджъра си, така и САЩ, за да се установи в Швеция. Големият ѝ пробив там идва през 1991 г. с нейното изпълнение на „Mio my Mio“, песен, първоначално композирана за филма „Mio in the Land of Faraway“ от 1987 г. от двамата бивши членове на АББА Бени Андершон и Бьорн Улвеус. Нейната инструментална версия постига огромен успех и остава в класацията на Svensktoppen в продължение на десет седмици, достигайки номер 1. 
Омъжена е за Клас Бърлинг, тв- и радиоводещ, известен най-вече с поканата и довеждането на Бийтълс в Швеция през 1963 г. Освен съпруг, Бърлинг е и неин мениджър. Живеят в Стокхолм и имат дъщеря Александра Бърлинг, родена на 16 август 1994 г. 

## Награди и номинации
Номинация за шведските награди „Грами“ през 1990 г. с Мерит Хемингсън 